# Maniwaki flygplats
Maniwaki flygplats är en flygplats i Kanada.   Den ligger i regionen Outaouais och provinsen Québec, i den sydöstra delen av landet, 110 km norr om huvudstaden Ottawa. Maniwaki flygplats ligger 190 meter över havet.